# بوگاتی ئی‌بی۱۱۰

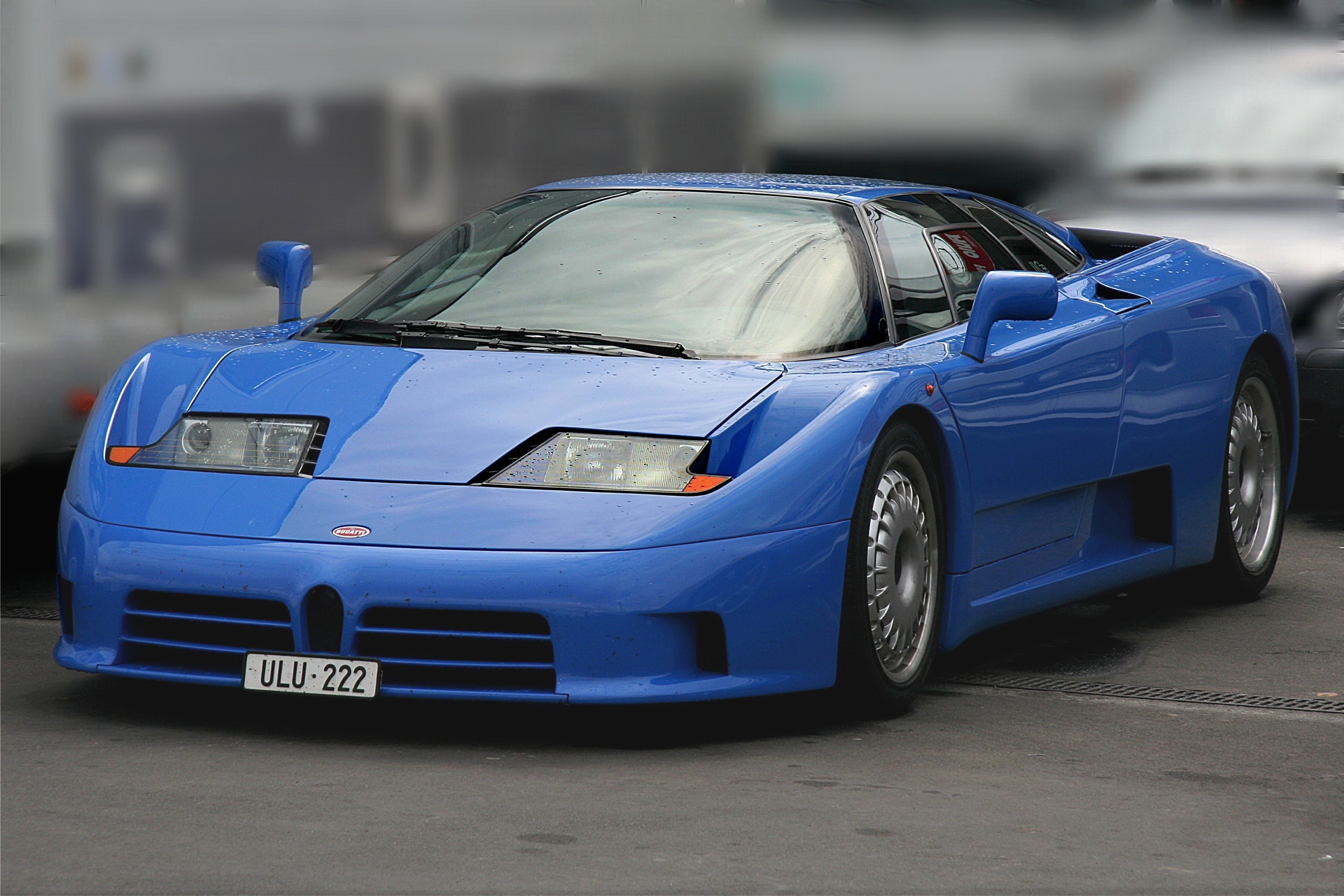

بوگاتی ئی‌بی۱۱۰ (به فرانسوی: Bugatti EB110) خودرویی است که در سال‌های ۱۹۹۱ تا ۱۹۹۵ تولید میشد و از آن در این مدت ۱۳۹ دستگاه ساخته شد.
طراحی آن خودروهای موتور وسط-چهار چرخ متحرک بوده است. سیستم جعبه‌دندهٔ آن ۶ دنده به صورت دستی است.